# Хитринська Вікторія
Вікто́рія Хитри́нська (* 1991) — українська стрибунка у воду. Чемпіонка Європи; бронзова призерка чемпіонату світу. Майстер спорту України.

## З життєпису
Народилась 1991 року в місті Миколаїв. Тренери Мар'янко Тетяна Йосипівна й Гуменюк Сергій Миколайович. 2005 року на Чемпіонаті Європи з водних видів спорту серед юніорів у Електросталі здобула срібну медаль — змагання з 10-метрової вишки; та дві бронзові медалі — трампліни на 1 м та 3 м.
Представляла Україну на Чемпіонаті Європи 2006 року зі стрибків у воду серед юніорів (Пальма-де-Майорка). Виграла дві золоті медалі у стрибках з трампліна з дистанції 1 м і 3 метри, та бронзову нагороду в змаганнях з 10-метрової вишки. Стала найуспішнішою учасницею цього Чемпіонату Європи серед юніорів.
Учасниця Чемпіонату світу зі стрибків у воду серед юніорів-2006 у Куала-Лумпурі. Виграла бронзову медаль у змаганнях з трампліна на 1 метр.